# Zeil am Main
Zeil am Main är en stad i Landkreis Haßberge i Regierungsbezirk Unterfranken i förbundslandet Bayern i Tyskland.